# Teorema della sottobase di Alexander
Il teorema della sottobase (o prebase) di Alexander è un importante risultato di topologia, che fornisce una condizione necessaria per la compattezza di spazi qualsiasi a partire dal comportamento dei ricoprimenti di prebasi

## Introduzione
Sia {\displaystyle (X,\tau )} uno spazio topologico e sia {\displaystyle {\mathcal {B}}} una sua base. È noto che {\displaystyle X} è compatto se ogni suo ricoprimento fatto con aperti di {\displaystyle {\mathcal {B}}} ammette un sottoricoprimento finito. Il teorema di Alexander estende tale risultato anche per le prebasi. Ricordiamo che una prebase {\displaystyle {\mathcal {P}}} è una collezione di aperti di {\displaystyle X} tale che la famiglia delle intersezioni finite di elementi di {\displaystyle {\mathcal {P}}} sia una base della topologia su {\displaystyle X}. Osserviamo che ogni prebase forma un ricoprimento aperto dello spazio

## Enunciato formale e dimostrazione[1]
Sia {\displaystyle (X,\tau )} uno spazio topologico e {\displaystyle {\mathcal {P}}} una sua prebase. Se ogni ricoprimento di {\displaystyle X} fatto di elementi {\displaystyle {\mathcal {P}}} ammette un sottoricoprimento finito allora {\displaystyle X} è compatto
Procediamo per assurdo: sia {\displaystyle X}non compatto e mostriamo che esiste un ricoprimento di {\displaystyle X} fatto con elementi di {\displaystyle {\mathcal {P}}} che non ammette un sottoricoprimento finito. Per maggiore chiarezza suddividiamo la dimostrazione in due passi

### Primo passo
Dimostriamo che l'insieme {\displaystyle Z} delle sottofamiglie di {\displaystyle \tau } che ricoprono {\displaystyle X} ma che non ammettono sottoricoprimenti finiti, ordinato con l'inclusione, possiede un elemento massimale {\displaystyle {\mathcal {Z}}}. Per l'ipotesi assurda {\displaystyle Z} è sicuramente non vuoto. Mostriamo che ogni catena ammette maggiorante, onde l'esistenza dell'elemento massimale è conseguenza del Lemma di Zorn. Sia allora {\displaystyle C} una catena e facciamo vedere che {\displaystyle {\mathcal {C}}=\bigcup _{{\mathcal {A}}\in C}{\mathcal {A}}} è un maggiorante di {\displaystyle C}: chiaramente, basta solo far vedere che {\displaystyle {\mathcal {C}}} è un elemento di {\displaystyle Z}. Se così non fosse, potremmo trovare un sottoricoprimento finito {\displaystyle \{A_{1},...,A_{n}\}\subset {\mathcal {C}}} di {\displaystyle X}; inoltre, possiamo scegliere {\displaystyle {\mathcal {A}}_{1},...,{\mathcal {A}}_{n}\in C} tali che {\displaystyle A_{i}\in {\mathcal {A}}_{i}} per ogni {\displaystyle i=1,...,n}. Dato che {\displaystyle C} è una parte totalmente ordinata di {\displaystyle Z}, possiamo supporre che sia {\displaystyle {\mathcal {A}}_{1}=\max _{1\leq i\leq n}{\mathcal {A}}_{i}} e avremmo l'assurdo che {\displaystyle \{A_{1},...,A_{n}\}\subset {\mathcal {A}}_{1}}.

### Secondo passo
Mostriamo che {\displaystyle {\mathcal {P}}\cap {\mathcal {Z}}} è un ricoprimento aperto di {\displaystyle X} : così facendo troveremmo un ricoprimento fatto con elementi della prebase che non ammette sottoricoprimenti finiti, essendo {\displaystyle {\mathcal {P}}\cap {\mathcal {Z}}\subset {\mathcal {Z}}}. Per far vedere che {\displaystyle {\mathcal {P}}\cap {\mathcal {Z}}} è un ricoprimento aperto di {\displaystyle X} bisogna mostrare che per ogni {\displaystyle x\in X} esiste un aperto {\displaystyle P\in {\mathcal {P}}\cap {\mathcal {Z}}} tale che {\displaystyle x\in P}. Iniziamo ad osservare che esiste un aperto {\displaystyle A\in {\mathcal {Z}}} tale che {\displaystyle x\in A}. D'altra parte, {\displaystyle {\mathcal {P}}} è una prebase di {\displaystyle X} sicché possiamo trovare {\displaystyle P_{1},...,P_{n}\in {\mathcal {P}}} tali che {\displaystyle x\in \bigcap _{i=1}^{n}P_{i}\subset A}. Se qualche {\displaystyle P_{i}\in {\mathcal {Z}}} abbiamo finito. Altrimenti per ogni {\displaystyle i=1,...,n} il ricoprimento {\displaystyle {\mathcal {Z}}_{i}={\mathcal {Z}}\cup \{P_{i}\}} contiene strettamente {\displaystyle {\mathcal {Z}}} e non può appartenere a {\displaystyle Z}. Ne discende, per ogni {\displaystyle i=1,...,n}, esiste un sottoricoprimento finito {\displaystyle \{P_{i},A_{i,1},...,A_{i,s_{i}}\}} con {\displaystyle A_{i,j}\in {\mathcal {Z}}}: si ha poi 
{\displaystyle \bigcap _{i=1}^{n}P_{i}\cup \bigcup _{i=1}^{n}\bigcup _{j=1}^{s_{i}}A_{i,j}=\bigcap _{i=1}^{n}P_{i}\cup \bigcap _{i=1}^{n}\bigcup _{i=1}^{n}\bigcup _{j=1}^{s_{i}}A_{i,j}=\bigcap _{i=1}^{n}{\bigg (}P_{i}\cup \bigcup _{i=1}^{n}\bigcup _{j=1}^{s_{i}}A_{i,j}{\bigg )}\supseteq \bigcap _{i=1}^{n}{\bigg (}P_{i}\cup \bigcup _{j=1}^{s_{i}}A_{i,j}{\bigg )}=\bigcap _{i=1}^{n}X=X}
Si è così trovato così un sottoricoprimento finito di {\displaystyle {\mathcal {Z}}}, che è assurdo.